# Sound Soldier
Sound Soldier – drugi album kanadyjskiej wokalistki Skye Sweetnam. Album został wydany 30 października 2007 roku w Kanadzie oraz 14 lutego 2008 roku w Japonii. Pierwszym singlem z płyty stała się piosenka Human stworzona ze współpracą z The Matrix. Praca nad płytą trwała od 2005 roku. Album zajął 161 miejsce na liście Japan Oricon Weekly International Albums Chart oraz 39994 miejsce na liście bestsellerów według portalu Amazon.com.

## Utwory
1. "Music Is My Boyfriend" (Lauren Christy, Graham Edwards, Scott Spock, Skye Sweetnam) – 3:27
2. "Human" (Christy, Edwards, Spock, Sweetnam) – 3:10
3. "Boyhunter" (featuring Ak'Sent) (Christy, Edwards, Spock, Sweetnam) – 3:20
4. "Ghosts" (Armstrong, Sweetnam) – 3:17
5. "My Favourite Tune" (Christy, Edwards, Spock, Sweetnam) – 3:21
6. "Scary Love" (Christy, Edwards, Spock, Sweetnam) – 3:47
7. "(Let's Get Movin') Into Action" (featuring Tim Armstrong) (Armstrong, Sweetnam) – 3:40
8. "Cartoon" (Christy, Edwards, Spock, Sweetnam) – 3:20
9. "Make-Out Song" (Christy, Edwards, Spock, Sweetnam) – 3:03
10. "Ultra" (Christy, Edwards, Spock, Sweetnam) – 3:12
11. "Kiss a Girl" (Alex Cantrall, K Karlin, Soulshock, Sweetnam) – 3:30
12. "Babydoll Gone Wrong" (Christy, Edwards, Spock, Sweetnam) – 3:38

## Piosenki niewydane
Skye wielokrotnie dzieli się z fanami piosenkami, które nagrała na tę płytę, ale nie znalazły się na krążku.
Pierwszą z nich jest Bring It Back, którą wokalistka umieściła na swoim Myspace jeszcze przed wydaniem płyty.
Drugą – Rock'n'Roll Baby, którą umieściła w wideo z planu sesji zdjęciowej promującej płytę. Po rozpoczęciu serii Skye Plays Dress Up w części drugiej – Princess Purple w tle pojawiły się piosenki Boomerang i Heartbreak. W innym video – Love Sugar Sweet.
7 kwietnia 2010 roku na swoim Myspace umieściła piosenkę Stay, którą nagrała razem z Ak'Sent. Napisała fanom, że przy wyborze ścieżek na płytę wahały się pomiędzy tą a Boyhunter, ale ostatecznie wybrały tę drugą, sądząc, że lepiej pasuje do całości płyty.